# Sphaerocoryne affinis
Sphaerocoryne affinis (Teijsm. & Binn.) Ridl. – gatunek rośliny z rodziny flaszowcowatych (Annonaceae Juss.). Występuje naturalnie w Kambodży. 

## Morfologia
PokrójZimozielone i zdrewniałe liany dorastające do 6–8 m wysokości.
LiścieMają kształt od eliptycznego do lancetowato równowąskiego. Mierzą 6–10 cm długości oraz 2–4 cm szerokości. Nasada liścia jest zwężona. Blaszka liściowa jest całobrzega, na szczycie zaostrzona. Ogonek liściowy jest nagi.